# Thrasývoulos Stanítsas
Thrasývoulos Stanítsas (em grego:  Θρασύβουλος Στανίτσας; Constantinopla, 1910? - Atenas, 18 de agosto de 1987) foi um músico greco-otomano, Arconte Protopsaltes da Grande Igreja de Cristo de 1960 a 1964, posteriormente se sediando na Grécia, onde continuou influente trabalho.

## Biografia
Thrasývoulos Stanítsas nasceu provavelmente em 1910 (embora algumas fontes falem em 1907) em Hipsomatia, Constantinopla, aprendendo desde criança os rudimentos da música bizantina com seu tio Dimítrios Therapeianós. Cantou desde cedo em diversas igrejas em Constantinopla (enfim Istambul), até em 1939 ser chamado para exercer a função de Arconte Lampadário da Grande Igreja de Cristo, sucedendo o recém-morto Efstáthios Vingópoulos, visto que o Primeiro Doméstico da época não era considerado bom o suficiente. Apesar de ser notório rival de Konstantínos Príngos, que priorizava a prática sobre a técnica, Stanítsas tanto mantinha grande reverência por Príngos que revindicava postumamente ser seu único verdadeiro aluno, por ter cantado com ele por vinte anos, até sucedê-lo como protopsaltes em 1960 por seus problemas de saúde, apesar de ser solenemente oficiado no cargo apenas em 12 de março de 1961, pelo Patriarca Atenágoras I de Constantinopla. Em 1964, contudo, Stanítsas e mais 30 mil gregos foram deportados de Istambul por ordens de İsmet İnönü, pelo que Stanítsas rumou para a Grécia.
A partir de 1966, trabalhou como músico bizantino em Atenas, sendo distinto por seu talento vocal e seu profundo conhecimento teórico e técnico, estabelecendo-se como grande continuador da rebuscada técnica patriarcal cultivada por Príngos e Nafpliótis. Participou de diversas turnês musicais pela Europa, divulgando a música bizantina e participando do movimento ecumênico ortodoxo. Tamanha foi sua influência que alguns falam em duas grandes escolas contemporâneas de canto bizantino: uma de Stanítsas, e outra de Simon Karas. Faleceu em Atenas em 18 de agosto de 1987.